# فيرنون إس. برودريك
فيرنون إس. برودريك (بالإنجليزية: Vernon S. Broderick)‏ هو قاضي ومحامي أمريكي، ولد في 11 مارس 1963 في نيويورك في الولايات المتحدة.